# يوجين سويفت
يوجين سويفت (بالإنجليزية: Eugene Swift)‏ هو منافس ألعاب قوى أمريكي، ولد في 14 سبتمبر 1964 في أوكلاند في الولايات المتحدة.

## وصلات خارجية
- يوجين سويفت على موقع الاتحاد الدولي لألعاب القوى (الإنجليزية)
- يوجين سويفت على موقع أوليمبيديا (الإنجليزية)